# 芦屋小雁
芦屋 小雁（あしや こがん、1933年12月4日 - 2025年3月28日）は、日本の喜劇俳優。本名は西部 秀郎（にしべ ひでお）。所属事務所は小雁倶楽部、さち子プロ。

## 来歴・人物
京都府京都市出身。生家は友禅染工場であったという。兄に俳優の芦屋雁之助、弟に芦屋雁平（初代芦屋凡凡）がいる。雁之助の娘の西部里菜は姪。父親も芸界が好きで、漫才師になり、雁之助と地方巡業していたことがあった。芸人にならなかった長兄は、京都の交通局に勤務したが、職場の劇団でプロレタリア演劇にかかわっていた。
旧制中学中退後、さまざまな職業についた後、絵が好きだったことから、商業美術の世界に入り、映画看板などを描く。
やがて、雁之助と漫才コンビ「若松ただし・きよし」を結成して活動する。そのころ、無名時代の藤田まことと出会う。1949年、芦乃家雁玉に弟子入りして「芦乃家雁之助・小雁」の名前をもらうが、雁之助の発案で「芦屋雁之助・小雁」になる。1954年ごろ、ヌードショーの幕間のコントの構成・演出をしていた花登筺と出会う。
1958年、初のテレビのレギュラー番組「やりくりアパート」に雁之助とともに出演する。
1959年、兄弟で出演したテレビ『番頭はんと丁稚どん』で人気を博す。花登が東宝と決裂し松竹に製作元を移したため、東宝所属の茶川一郎が出演できなくなり、かわりに弟の芦屋雁平が出演するようになる。同年9月、東宝と絶縁した花登が結成した、劇団「笑いの王国」に大村崑、雁之助らと共に参加。
1960年、兄・雁之助、大村とともに3組合同による『テレビ結婚式』を行い、最初の結婚。
1964年、花登と西部兄弟の対立により劇団「笑いの王国」は解散。同1964年 に劇団「喜劇座」を結成、雁之助や藤本義一・茂木草介らが脚本を担当したのち、1969年に解散。
西部三兄弟で最初の吉本新喜劇デビューは雁之助ではなく小雁だった。
1960年代からSF映画・ホラー映画の蒐集を始め、日本有数のフィルムコレクターとしても知られる。家庭用ビデオ機器が普及していない頃から、日本国外より闇の複製フィルムなど多数のフィルムを入手して、1985年当時には500本余りのコレクションを築く。テレビ局から定期的にフィルムの貸し出し依頼を受けるほどだった。もともとは映画を作ろうと、勉強のためフィルムを入手したことがきっかけで始まったコレクションである。
1982年には新築した自宅の2階に映写室をしつらえて、約50人を収容するミニ映画館も設置した。
1987年、17年間別居状態だった妻と正式離婚し、女優の斉藤とも子と再婚。28歳の年齢差が話題になる。妻となった斉藤がフィルムコレクションを嫌がったため、その大半を泣く泣く処分。後年、小雁はコレクション処分を悔やんでいた。
1995年に斉藤と離婚し、1996年、30歳年下の女優勇家寛子と再々婚。
2005年から『裸の大将放浪記』舞台版では、兄・雁之助の死後に受け継ぐ形で山下清役を演じていた。
2007年から神戸映画資料館の名誉館長も務めていた。
2018年12月7日放送の『爆報! THE フライデー』で認知症を患っている事を公表した。
2025年3月28日、老衰のため京都市内の自宅にて死去した。91歳没。

## 出演

### テレビドラマ
- 忍者ハットリくん 第1話「ハットリくん来たる」（1966年、NET / 東映京都テレビプロ）- 泥棒役
- ザ・ガードマン 第265話「離婚孤児争奪戦」（1970年、TBS）
- どてらい男（関西テレビ）
- 伝七捕物帳 第18話「紫房に散った闇奉行」（1974年、日本テレビ）- 花火屋甚吾役、雁之助・雁平と共演
- 影同心II 第10話「尼寺（秘）女郎花」（1975年、毎日放送 / 東映） - 廓の客
- 河内まんだら（1977年、NHK） - 松
- 必殺シリーズ（ABC / 松竹）
  - 新・必殺仕置人 第26話「抜穴無用」（1977年） - 清次
  - 新・必殺仕事人 第53話「主水甘味対策する」（1982年） - 鯨之助
  - (秘) 必殺現代版 主水の子孫が京都に現われた 仕事人vs暴走族 （1982年） - 仙田吾助
  - 必殺仕事人・激突! 第20話「主水、京に上る」（1992年） - 矢助
- ああ、お父ちゃん（1978年10月1日・8日、関西テレビ） - 立花留吉
- 松本清張の聞かなかった場所（1979年、テレビ朝日 / 東映） - 柳下
- 土曜ドラマ（NHK）
  - 大阪ドン・キホーテ（1981年） - 重森平八郎 役
  - 遠い国からの殺人者（1995年） - 有田誠吾 役
- 京都妖怪地図2・きらら坂に住む400歳の氷女（1981年、ABC / 松竹） - 山村孝吉（呉服屋）
- 裸の大将放浪記（関西テレビ・東阪企画）
- 御宿かわせみ 第22話「鬼女」（1981年、NHK）
- 連続テレビ小説（NHK）
  - よーいドン（1982年）
  - ちりとてちん（2008年） - 鏡漢五郎 役
  - ウェルかめ（2009年） - 浜本泰三 役
  - べっぴんさん（2016年） - 光太郎 役
- 松平右近事件帳 第15話「酔いどれ女と藪太郎」（1982年、日本テレビ / ユニオン映画）- 雁六
- 時代劇スペシャル / 隠密くずれII 地獄の子守唄（1982年、CX / 東映）
- 遠山の金さん 第1シリーズ 第58話「謎の怪死事件・鏡の中の女!」（1983年、テレビ朝日 / 東映）- 照吉
- 大奥 第39話「盗まれた青春」（1984年、KTV / 東映） - 吉谷勢右衛門
- 新・なにわの源蔵事件帳 第12話「善人の仮面」（1984年、NHK）
- 女系家族（読売テレビ）
- 傑作時代劇 「かあちゃん 男女六人、一軒長屋の肝っ玉母賛歌」（1987年、テレビ朝日）
- 続・三匹が斬る! 第1話「女の砦、降るは涙か血の雨か」（1988年、テレビ朝日）
- 大岡越前 第11部 第17話「濡れ衣晴らした人情長屋」（1990年8月13日、TBS / C.A.L） - 助十
- 社長になった若大将（TBS）
- ドラマ新銀河（NHK）
  - 大阪で生まれた女やさかい（1993年） - 辰巳
- ナニワ金融道4（1999年、フジテレビ） - 栗尾英二 役
- 剣客商売（フジテレビ / 松竹）
  - 第2シリーズ 第7話「いのちの畳針」（2000年） - 徳兵衛 役
  - 第4シリーズ 第4話「赤い糸」（2003年） - 桂山 役
- 盤嶽の一生（2002年、フジテレビ）第8話「男と女」- 花房寅之助
- 水戸黄門 （TBS / C.A.L） - 兄雁之助は水戸黄門に16回ゲスト出演している。
  - 第1部 第2話「母恋い馬子唄・松坂宿」（1969年8月11日） - 鍋吉
  - 第18部 第23話「夢芝居!?八兵衛の若旦那 -京都-」（1989年2月20日） - 付き人
  - 第28部 第20話「浪花娘のうな丼勝負 - 大坂- 」（2000年7月31日） - 善兵衛
  - 第29部 第12話「父を呼ぶ子の鯖街道 - 小浜- 」（2001年6月18日） - 旅篭の主人
  - 第30部 第18話「格さんのじゃじゃ馬馴らし - 下津井- 」（2002年5月13日） - 亀蔵
  - 第32部 第16話「開かずの鍵が解いた謎・白河」（2003年12月1日） - 早川染之丞
  - 第35部 第2話「対決! 阿波踊り合戦 -徳島-」（2005年10月17日） - 庄屋
  - 第36部 第19話「浪花娘 情けの恩返し -高野山-」（2006年12月11日）- 勘助
  - 第40部 第6話「肝っ玉母さん 猛烈告白 -松島-」（2009年8月31日）- 魚政
  - 第41部 第7話「にせ者殺到! 孫探し -鳥羽-」（2010年5月24日）- 喜八
- 京都殺人案内(23)（朝日放送 / 松竹）
- 京都の芸者弁護士事件簿（朝日放送 / 松竹） - 飯山太造 役
- 大江戸を駈ける!（2001年、TBS / C.A.L）第14話「危険な好奇心」（霊岸島） 礼次 役
- 警部補マリコ（朝日放送）
- はんなり菊太郎2（NHK）
- 名犬フーバーの事件簿（2008年、テレビ東京・松竹京都映画） - 八島義介 役
- 浪花の華〜緒方洪庵事件帳〜（2009年、NHK） - 赤穂屋 役
- 鬼平外伝 熊五郎の顔（2012年） - 政蔵
- ミヤコが京都にやって来た!（2021年、朝日放送）第1話「父と娘の出町柳」 - 空吉の患者

### その他の番組
- 芦屋小雁の毎度おおきに（KBS京都ラジオ 10／3（火）スタート 火曜日　21:00〜21:30） - 勇家寛子、元橋一裕
- 京のいっぴん物語（KBS京都テレビ ナレーション）
- 日本史サスペンス劇場（日本テレビ）
- 探偵!ナイトスクープ（朝日放送、2009年8月28日）
- ハートネットTV（NHK）
  - 「リハビリ・介護を生きる「死ぬまで芦屋小雁でいたい」」（2018年9月20日）[9]
  - 「舞台はええなぁ～認知症の喜劇役者と妻の5年～」（2022年5月4日）[10]
- お母ちゃんと小雁 ～認知症の喜劇役者　再び舞台へ～ （NHK、2022年3月31日）

### 映画
- 女殺し油地獄（1957年）
- 野良猫（1958年）
- 森の石松幽霊道中（1959年）
- サザエさんの脱線奥様（1959年）
- 番頭はんと丁稚どん（1960年）
- 続番頭はんと丁稚どん（1960年）
- 続々番頭はんと丁稚どん（1961年）
- 続々々番頭はんと丁稚どん（1961年）
- 新二等兵物語　めでたく凱旋の巻（1961年）
- 秀才はんと鈍才どん（1961年）
- 雁ちゃんの警察日記（1962年）
- 義士始末記（1962年）
- 悪名市場（1963年）
- てんやわんや次郎長道中（1963年）
- 悪名一番（1963年）
- 大笑い殿さま道中（1964年）
- 博徒（1964年）
- 悪名太鼓（1964年）
- 暴れ犬（1965年）
- 主水之介三番勝負（1965年）
- 続・兵隊やくざ（1965年）
- やくざGメン 明治暗黒街（1965年）
- 新・鞍馬天狗 五条坂の決闘（1965年）
- 骨までしゃぶる（1966年）
- 兵隊やくざ 大脱走（1966年）
- 博奕打ち（1967年）
- 悪名十八番（1968年）
- 吹けば飛ぶよな男だが（1968年）
- 悪名一番勝負 (1969年)
- 大事件だよ全員集合!!（1973年）
- 父（1988年）
- どついたるねん（1989年）
- 陽炎（1991年）
- あーす（1991年）
- ザ・ハリウッド（1998年）
- 長崎ぶらぶら節（2000年）
- いのちの海（2001年）
- 金融破滅ニッポン 桃源郷の人々（2002年）
- 壬生義士伝（2003年）
- 幸福のスイッチ（しあわせのスイッチ）（2006年） - 木山さん 役
- ゲゲゲの鬼太郎（2007年） - 管理人役
- 忍たま乱太郎 夏休み宿題大作戦!の段（2013年） - 大川平次渦正 役
- 舞妓はレディ（2014年9月13日、東宝、監督：周防正行）
- 嘘八百（2018年1月5日） - 樋渡忠康 役

### オリジナルビデオ
- ヤクザタクシー 893 TAX（1994年）
- 激安王 通天の角 酒販の巻（1995年）
- 日本暴力地帯 美しき野望（1998年）
- 首領への道（1999年,2003年）
  - 首領への道9・10（1999年） - 大阪連合 柏木組組長 柏木充一郎
  - 首領への道23（2003年） - 五代目松角一家総長 柳町寛太郎
- 裏ゼニ楽 法の穴商売（2001年）
- 跋扈妖怪伝 牙吉 第二部（2004年） - 紫蘭上人

## 著書
- 『ドラキュラ百科』廣済堂出版 豆たぬきの本 (1980年)
- 『シネマで夢を見てたいねん』晶文社(1997年)
- 『小雁の京都人の取扱説明書―いやいやかなんわぁものすごいこといわはる』京都新聞出版センター（2009年）
- 『素晴らしき未完成品』京都新聞出版センター（2010年）
- 『笑劇の人生』新潮新書（2018年）

## レコード
- 「しぶちん一代」（テイチクレコード） - 兄・芦屋雁之助とのデュエット。
- 「雨のしのび逢い」（ALTYレコード） - 岡雅子とのデュエット。